# Charles Lock Eastlake

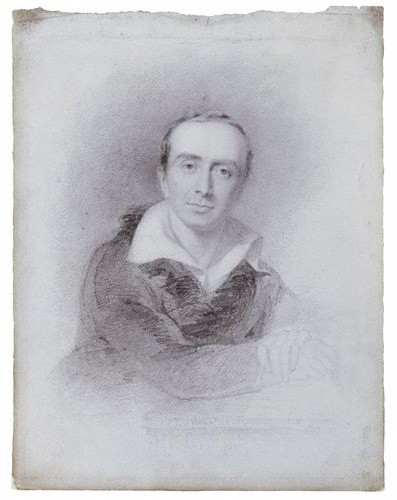
Sir Charles Lock Eastlake, Bleistiftzeichnung von John Partridge, 1825, 24,1 × 18,4 cm, National Portrait Gallery

Sir Charles Lock Eastlake PRA (* 17. November 1793 in Plymouth; † 24. Dezember 1865 in Pisa) war ein englischer Maler und Kunstgelehrter und Erster Direktor der National Gallery.

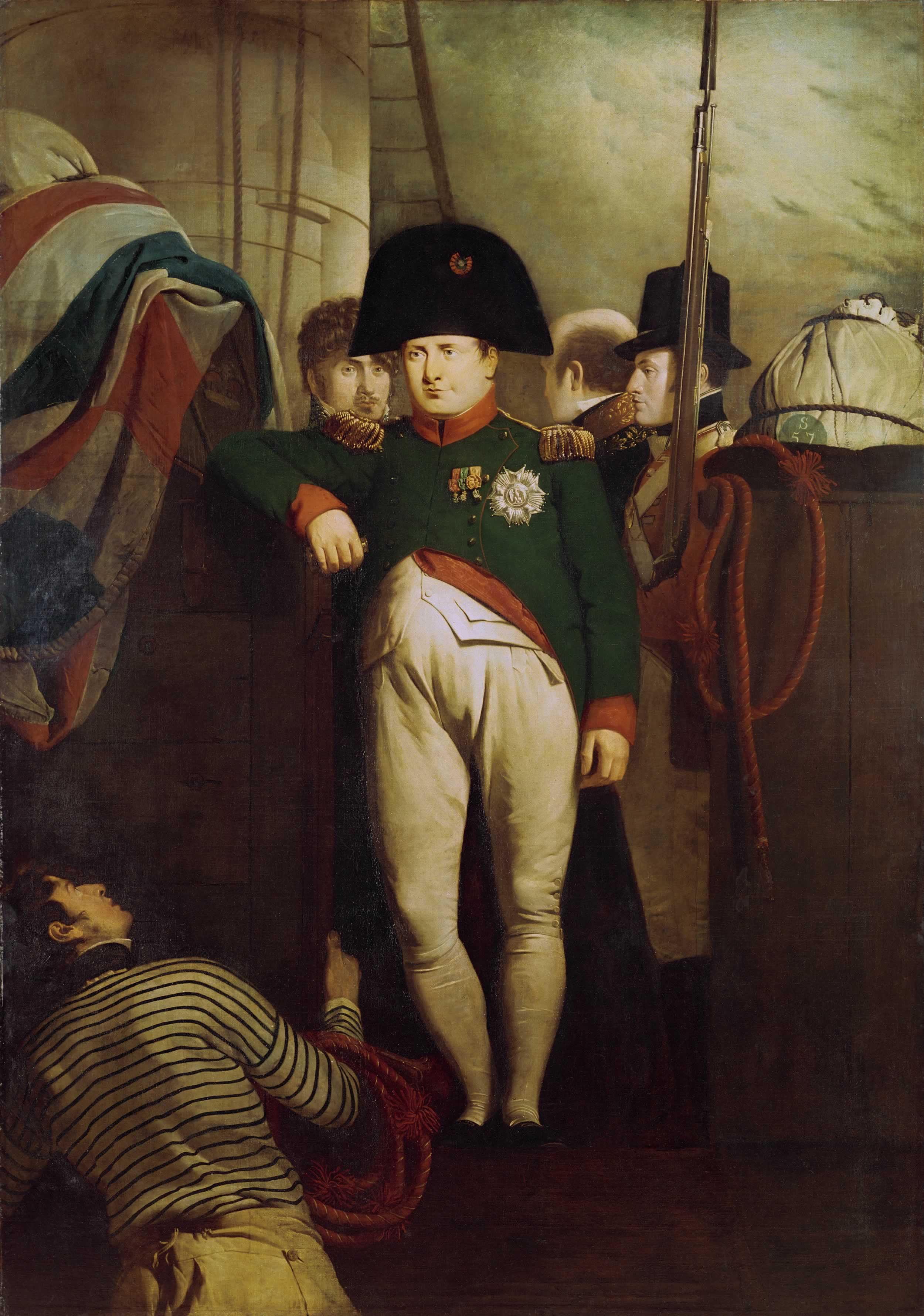
Napoleon Bonaparte on Board the 'Bellerophon' in Plymouth Sound, Öl auf Leinwand, 1815, National Maritime Museum

## Leben
Eastlake besuchte die Charterhouse School, eine der sieben berühmten Privatschulen Englands. Danach wandte er sich der Kunst zu und wurde von Benjamin Robert Haydon ausgebildet. Er studierte an der Royal Academy of Arts (London) unter Henry Fuseli und konnte dort auch in einer Ausstellung debütieren. So wurde auch der Kunstsammler und Mäzen Jeremiah Harman (1763–1844) auf ihn aufmerksam und ermöglichte ihm 1815 einen längeren Studienaufenthalt in Paris, wo er im Louvre die dortigen Meisterwerke studierte. Die politischen Ereignisse ließen Eastlake aber schon nach Kurzem wieder nach London zurückkehren. Seinen ersten größeren Erfolg erlangte er mit dem Gemälde Napoleon on Board the Bellerophon in Plymouth Sound (1815, heute im National Maritime Museum, London).
1816 war Eastlake das erste Mal in Rom und 1818 unternahm er zusammen mit William Brockedon (1787–1854) und Charles Barry eine Reise nach Griechenland. Ende 1818 war Eastlake wieder zurück in Rom. Eines seiner wichtigsten Werke dieser Zeit war sein „Byron-Bild“. Er lebte 12 Jahre in Rom und führte die britische Künstlerkolonie an, nachdem das Reisen auf den Kontinent wieder möglich war. Schwerpunkt ihres Interesses war die antike Architektur und Eastlake schuf dort viele Skizzen, welche er später als Grundlage für seine Genrestücke bzw. Landschaftsbilder verwendete. In dieser Zeit orientierte sich Eastlake noch am Stil Tizians. Seine Freunde nannten ihn „Carlo der Salamander“, weil er soviel Zeit im Freien verbrachte.

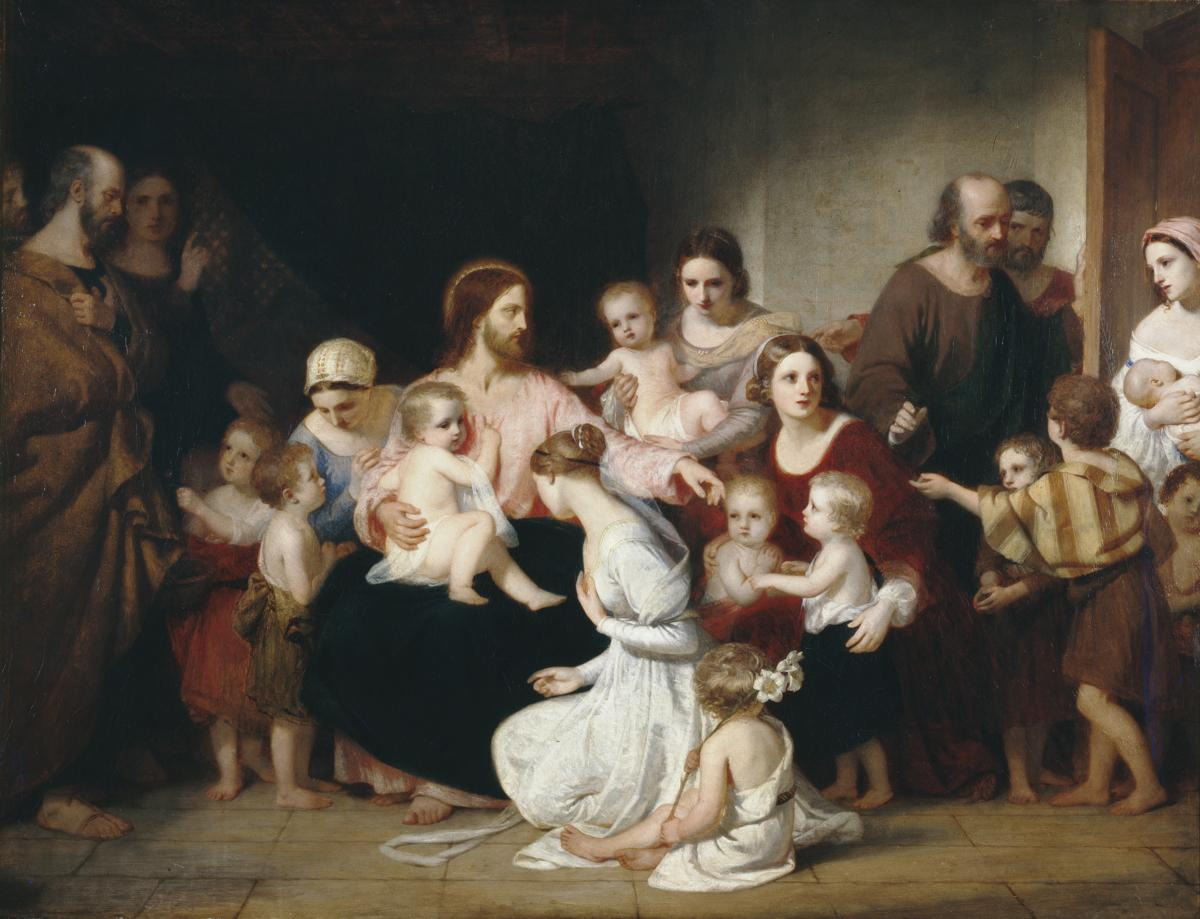
Christ Blessing Little Children, Öl auf Leinwand, 1839, 79 × 103,2 cm, Manchester Art Gallery

Am 10. Februar 1830 wurde er in die Royal Academy of Arts gewählt, deren Präsident er von 1850 bis 1865 war. Im selben Jahr kehrte er über Wien nach London zurück. Nach dem Muster der Münchener Freskomalerei begann er seit 1841 die Ausschmückung der neuerbauten englischen Parlamentshäuser. Seine Bilder bekunden künstlerischen Sinn, Studium und Feinheit, aber wenig schöpferische Kraft; das Lobenswerteste an ihnen ist die Schönheit des Kolorits und die Sorgfalt der Technik. In New York wurde er 1845 zum Ehrenmitglied (Honorary NA) der National Academy of Design gewählt.
1849 heiratete er in London die Schriftstellerin Elizabeth Rigby. Im darauffolgenden Jahr berief man Eastlake als Nachfolger von Martin Shee (1769–1850) zum Präsidenten der Royal Academy of Arts. Als solcher wurde er am 13. November 1850 von Königin Victoria zum Knight Bachelor geschlagen. 1853 wurde er Erster Präsident der Royal Photographic Society. 1855 wurde er dann zum ersten offiziellen Direktor der National Gallery in London ernannt. Durch diese, mehr administrativen und repräsentativen, Aufgaben bedingt, entstanden ab dieser Zeit kaum noch nennenswerte Bilder.
Dafür begann er sich schreibend zu betätigen. Neben seinem Hauptwerk Materials for a history of oilpainting übersetzte er auch Goethes Farbenlehre. Zusammen mit seinem persönlichen Assistenten, dem Kunsthistoriker Nicholas Ralph Wornum (1812–1877), schuf Eastlake einen Katalog, eine wissenschaftliche Bestandsaufnahme aller der ihm anvertrauten Bestände.
Mit einem großzügigen Etat ausgestattet, war es Eastlake möglich, jährlich für mehrere Monate durch Europa zu reisen und Bilder zu kaufen. Auf seiner letzten Tour starb er, knapp fünf Wochen nach seinem 72. Geburtstag, am 23. Dezember 1865 in Pisa. Auf Wunsch der Royal Academy sollte er mit einem Ehrengrab in St Paul’s Cathedral geehrt werden. Seine Witwe konnte sich aber mit ihrem Wunsch durchsetzen und so fand er in aller Stille seine letzte Ruhestätte auf dem Kensal Green Friedhof.
Der Bildhauer John Gibson gestaltete von Eastlake eine Büste, die noch heute in der National Portrait Gallery in London besichtigt werden kann, und John Prescott Knight (1803–1881) schuf ein Porträt Eastlakes, welches später von George Thomas Doo (1800–1886) in Kupfer gestochen weite Verbreitung fand.

## Werke
Bücher
- Materials for a history of oilpainting. Murray, London 1847/1869  (2 Bde.)
- Contributions to the literature of the fine arts. Murray, London 1848 (2 Bde.)
- 1840 Übersetzung von Goethes Theory of Colours – "Farbenlehre"
- 1851 Übersetzung von Franz Kugler: History of the Italian School of Painting
- 1855 Übersetzung von Franz Kugler: Handbook of Painting

Bilder
Viele seiner Ölgemälde wurden durch Kupferstiche reproduziert und fanden eine weite Verbreitung.
- 1815 Napoleon at the gangway of the Bellerophon
- 1827 The Spartian Isadas at the Siege of Thebes
- 1828 Pilgrims in sight of Rome
- 1830 Byrons dream
- 1839 Christ blessing little children
- 1834 Escape of Francesco di Carrara
- 1841 Christ Lamenting over Jerusalem
- 1843 Hagar and Ishamael
- 1845 Comus
- 1849 Helena
- 1851 Ippolita Torelli
- 1853 Violante
- 1855 Beatrice